# Tärnskär (Lemland, Åland)
Tärnskär är ett skär i Åland (Finland). Det ligger i Skärgårdshavet och i kommunen Lemland i landskapet Åland, i den sydvästra delen av landet. Ön ligger omkring 16 kilometer sydöst om Mariehamn och omkring 270 kilometer väster om Helsingfors. Tärnskär ligger 11 meter över havet. Den ligger på ön Fasta Åland.
Öns area är 3,4 hektar och dess största längd är 380 meter i nord-sydlig riktning. Närmaste större samhälle är Mariehamn, 16,9 km nordväst om Tärnskär.